# Azmahar Ariano
Azmahar Aníbal Ariano Navarro (sinh ngày 14 tháng 1 năm 1991 ở Panama City, Panama) là một cầu thủ bóng đá, hiện tại thi đấu ở vị trí hậu vệ cho Marathón từ Honduras.

## Sự nghiệp câu lạc bộ
Also hay Mello, Ariano thi đấu cho câu lạc bộ địa phương Tauro, Sporting San Miguelito và Chepo trước khi gia nhập đội bóng Hungary Honvéd vào tháng 3 năm 2014. Vào tháng 1 năm 2012 anh được cho là mượn đến câu lạc bộ Colombia Deportivo Tulúa, nhưng không bao giờ xảy ra.
Anh trở lại Chepo tại Clausura 2015.

## Sự nghiệp quốc tế
Vào tháng 5 năm 2018 anh có tên trong đội hình sơ loại 35 người của Panama tham dự Giải vô địch bóng đá thế giới 2018 ở Nga.

## Thống kê câu lạc bộ
| Câu lạc bộ          | Mùa giải | Giải vô địch | Giải vô địch | Cúp     | Cúp       | Cúp Liên đoàn | Cúp Liên đoàn | Châu lục | Châu lục  | Tổng cộng | Tổng cộng |
| Câu lạc bộ          | Mùa giải | Số trận      | Bàn thắng    | Số trận | Bàn thắng | Số trận       | Bàn thắng     | Số trận  | Bàn thắng | Số trận   | Bàn thắng |
| ------------------- | -------- | ------------ | ------------ | ------- | --------- | ------------- | ------------- | -------- | --------- | --------- | --------- |
| Tauro               |          |              |              |         |           |               |               |          |           |           |           |
| 2010–11             | 15       | 2            | 0            | 0       | 0         | 0             | 0             | 0        | 15        | 2         |           |
| 2011–12             | 0        | 0            | 0            | 0       | 0         | 0             | 2             | 0        | 2         | 0         |           |
| Tổng cộng           | 15       | 2            | 0            | 0       | 0         | 0             | 2             | 0        | 17        | 2         |           |
| Chepo               |          |              |              |         |           |               |               |          |           |           |           |
| 2012–13             | 11       | 0            | 0            | 0       | 0         | 0             | 0             | 0        | 11        | 0         |           |
| Tổng cộng           | 11       | 0            | 0            | 0       | 0         | 0             | 0             | 0        | 11        | 0         |           |
| Honvéd              |          |              |              |         |           |               |               |          |           |           |           |
| 2014–15             | 1        | 0            | 1            | 0       | 3         | 0             | 0             | 0        | 5         | 0         |           |
| Tổng cộng           | 1        | 0            | 1            | 0       | 3         | 0             | 0             | 0        | 5         | 0         |           |
| Tổng cộng sự nghiệp |          | 27           | 2            | 1       | 0         | 3             | 0             | 2        | 0         | 33        | 2         |

Cập nhật đến các trận đấu đã diễn ra tính đến ngày 11 tháng 11 năm 2014.

## Đời sống cá nhân
Ariano kết hôn vào tháng 7 năm 2012.